# منى أبو الفضل
منى عبد المنعم أبو الفضل (1945 - 24 سبتمبر 2008) هي كاتبة ومفكرة وسياسية مصرية، وصاحبـة نظرية فكرية في المنظور الحضاري الإسلامي للعلوم السياسية والعلوم الاجتماعية.

## حياتها الشخصية
ولدت منى محمد عبد المنعم أبو الفضل القاهرة سنة 1945، والدها «محمد عبد المنعم أبو الفضل»، أستاذ طب التحاليل بكلية طب قصر العيني، والدتها «زهيرة حافظ عابدين» أستاذ طب الأطفال بطب قصر العيني، زوجها طه جابر العلواني أستاذ أصول الفقه والرئيس السابق للمعهد العالمي للفكر الإسلامي ورئيس جامعة قرطبة (جامعة العلوم الإسلامية والاجتماعية) بفرجينيا بالولايات المتحدة الأمريكية.
درست في كلية الاقتصاد والعلوم السياسية جامعة القاهرة وتخرجت عام 1966 بمرتبة شرف، وكانت الأولى على دفعتها.
حصلت على درجة الدكتوراة في العلوم السياسية عام 1975 من جامعـة لندن
تعد أحد رموز مدرسة “المنظور الحضاري”، التي تشكلت نواتها الأولى على يد أ.د.حامد ربيع، الذي اتخذ من كلية الاقتصاد والعلوم السياسية بالقاهرة منطلقًا لإعادة إحياء المفاهيم والقيم الإسلامية، وتضمينها داخل حقل العلوم السياسية، واتخاذها أداة لنقد المنظورات الغربية الوضعية. وقد بدأت منى أبو الفضل في بلورة مفهوم "المنظور الحضاري" في أوائل الثمانينيات من القرن الماضي، بعدما لاحظت محدودية الأدوات والمناهج الغربية في تفسير بعض الظواهر. ويعود ذلك إلى عجز هذه الأدوات والمناهج عن فهم التباينات الجوهرية بين الأقاليم الحضارية المختلفة، بالإضافة إلى تجاهلها للخصوصيات التي يتمتع بها كل إقليم عن غيره.

## مسيرتها
- عينت مدرسة بجامعة القاهرة ثم استاذة مساعدة ثم استاذة [5]
- انتدبت في المعهد العالمى للفكر الاسلامى في الولايات المتحدة1986[5]
- عـُينت أستاذةً للعلوم السياسية والدراسات الحضارية بجامعة العلوم الإسلامية والاجتماعية في فرجينيا عام 1996
- أسست «كرسي زهيرة عابدين للدراسات النسوية» في الولايات المتحدة الأمريكية عام 1998
- أسست جمعية «دراسات المرأة والحضارة» في القاهرة عام 2001 [6]
- أعدت للعديد من المشروعات التي كان أهمها ببليوجرافيا المرأة
- عملت الدكتورة منى أبو الفضل على إعادة الاعتبار للمرأة المسلمة، وكرست جزءًا كبيرًا من وقتها وجهدها لإعادة دراسة قضايا المرأة المسلمة.
- كانت ترى أن المرأة في العالم الإسلامي لا تحتاج إلى وصفات للتحرير، بل تحتاج إلى تنوير وتبصير بحقوقها وواجباتها. وتؤكد أن ما يحتاج إلى تحرير حقيقي هو التاريخ والواقع الإسلامي، مما يتيح إعادة قراءة تاريخ المرأة المسلمة من منظور اجتماعي واعٍ بمكانتها ودورها في عملية النهضة. وفي هذا السياق، أشرفت الدكتورة منى على إصدار عدة مشروعات علمية مهمة تناولت أوقاف النساء في الحضارة الإسلامية، والدور العلمي والفكري للمرأة، بالإضافة إلى مراجعة الثقافة الإسلامية المعاصرة من خلال دراسة أعمال بنت الشاطئ، عائشة عبد الرحمن. كما أصدرت جمعية دراسة المرأة والحضارة عدة أعداد  من دوريتها "المرأة والحضارة"

## مؤلفاتها[7]
1. من قضايا تطوير التعليم في الوطن العربي: نحو منهجية علمية لتدريس النظم السياسية العربية 2006
2. الأمة القطب: نحو تأصيل منهاجي لمفهوم الأمة في الإسلام 2005
3. العددان الأول والثاني من "المرأة والحضارة 2001
4. فقه الواقع والمنظور الحضاري حول مشروع دراسة "فقه الواقع
5. مقدمة كتاب د نصر عارف: في مصادر التراث السياسي الإسلامي: دراسة في إشكالية التعميم قبل الاستقراء والتأصيل 1994
6. The Western Thought project Rationale, objectives, scope & strategy
7. نحو منهاجية للتعامل مع مصادر التنظير والإسلامي بين المقدمات والمقومات1996
8. التأصيل المنهاجي لدراسة النظم العربية
9. ما هية ودواعية
10. الإسلام والشرق الأوسط (مترجم)
11. النسخة الإنجليزية من الكتاب:Islam & the Middle East 1994
12. موطن التقاء الشرق بالغرب: الغرب على جدول أعمال الإحياء الإسلامي
13. النسخة الإنجليزية من الكتاب:where east meets the west 1994
14. المغايرة بين المعرفيات: "التوحيد عالم الاجتماع الرسالي والنظرية الاجتماعية
15. مقدمات أساسية حول مفهوم النسق القياسي
16. إسلامية المعرفة كقوة للتجديد الثقافي العالمي أو علاقية المدخل المعرفي التوحيدي بالحداثة 1994
17. ورقة عمل حول: إنشاء كرسي زهيرة عابدين لدراسات المرأة
18. نحو تأصيل منهاجي لدراسة واقع النظم المعاصرة في المنطقة العربية
19. المنظور الحضاري وخبرة تدريس النظم السياسية العربية 2000
20. proceedings of the 21st annual conference of the association of Muslim social scientists 1993
21. community, Justice, and Jihad: elements of the Muslim
22. historical consciousness 1987
23. Political Science Revised
24. مقدمة "المرأة والمجتمع العربي في قرن
25. من وحي الإسراء والمعراج: فصل الخطاب فيما وراء الحجاب[8]

## وفاتها
توفيت يوم الأربعاء 24 سبتمبر 2008 بعد صراع مرير مع المرض.